# Ројал Харвуд Фрост
Ројал Харвуд Фрост (енгл. Royal Harwood Frost; Сејлем, 25. фебруар 1879 — Шривпорт, 11. мај 1950) је био амерички астроном.

## Биографија
Ројал Харвуд Фрост рођен је у Салему, Масачусетс од оца Албина Финија Фроста и мајке Еме Џејн Ричардсон, а био је четврти син десеточлане породице.
Оженио је Каролину Елајзу Мејхју са којом је имао три ћерке Каролину, Марту и Барбару, као и два сина Ројала Харвуда млађег и Вилијама.
Од 1896 — 1908. био је асистент у опсерваторији Едварда Пикеринга на Универзитету Харвард. Од 1902. до 1905 је радио на посматрању у станици Арекипа, Перу. Он је наставио истраживања на маглинама које је започео његов колега Делајл Стјуарт.
Касније се вратио у Форт Ворт, а умро је 11. маја 1950. у Шривпорту, Луизијана, где је и сахрањен.